# Dorstenia hildegardis
Dorstenia hildegardis är en mullbärsväxtart som beskrevs av J.P.P. Carauta, M. da C. Valente och O.M. Barth. Dorstenia hildegardis ingår i släktet Dorstenia och familjen mullbärsväxter. Inga underarter finns listade i Catalogue of Life.